# Pascal Tayot
Pascal Luc Tayot (Gennevilliers, 15 maart 1965) is een voormalig judoka uit Frankrijk, die tweemaal zijn vaderland vertegenwoordigde bij de Olympische Spelen: 1988 en 1992. Bij dat tweede en laatste olympische optreden won hij de zilveren medaille in de gewichtsklasse tot 86 kilogram (middengewicht). In de finale moest hij zijn meerdere erkennen in de Pool Waldemar Legień.  Tayot is drievoudig Frans kampioen.

## Erelijst

### Olympische Spelen
- 1992 – Barcelona, Spanje (– 86 kg)

### Europese kampioenschappen
- 1988 – Pamplona, Spanje (– 78 kg)
- 1992 – Parijs, Frankrijk (– 86 kg)
- 1993 – Athene, Griekenland (– 86 kg)